# CIM-10 Capítol XIV: Malalties de l'aparell genitourinari
| Capítol | Codis   | Títol |
| ------- | ------- | --- |
| I       | A00-B99 | Certes malalties infeccioses i parasitàries                                                                  |
| II      | C00-D48 | Neoplàsies                                                                                                   |
| III     | D50-D89 | Malalties de la sang i dels òrgans hematopoètics i altres trastorns que afecten el mecanisme de la immunitat |
| IV      | E00-E90 | Malalties endocrines, nutricionals i metabòliques                                                            |
| V       | F00-F99 | Trastorns mentals i del comportament                                                                         |
| VI      | G00-G99 | Malalties del sistema nerviós                                                                                |
| VII     | H00-H59 | Malalties de l'ull i els seus annexos                                                                        |
| VIII    | H60-H95 | Malalties de l'oïda i de l'apòfisi mastoide                                                                  |
| IX      | I00-I99 | Malalties del sistema circulatori                                                                            |
| X       | J00-J99 | Malalties del sistema respiratori                                                                            |
| XI      | K00-K93 | Malalties de l'aparell digestiu                                                                              |
| XII     | L00-L99 | Malalties de la pell i el teixit subcutani                                                                   |
| XIII    | M00-M99 | Malalties del sistema osteomuscular i del teixit connectiu                                                   |
| XIV     | N00-N99 | Malalties de l'aparell genitourinari                                                                         |
| XV      | O00-O99 | Embaràs, part i puerperi                                                                                     |
| XVI     | P00-P96 | Certes afeccions originades en el període perinatal                                                          |
| XVII    | Q00-Q99 | Malformacions congènites, deformitats i anomalies cromosòmiques                                              |
| XVIII   | R00-R99 | Símptomes, signes i troballes anormals clíniques i de laboratori, no classificats en un altre lloc           |
| XIX     | S00-T98 | Traumatismes, enverinaments i algunes altres conseqüències de causa externa                                  |
| XX      | V01-Y98 | Causes externes de morbiditat i de mortalitat                                                                |
| XXI     | Z00-Z99 | Factors que influeixen en l'estat de salut i contacte amb els serveis de salut                               |
| XXII    | O00-U99 | Codis per a situacions especials                                                                             |

La 10a Revisió de la Classificació Estadística Internacional de les Malalties i Problemes de Salut Relacionats (CIM-10) és una codificació de malalties, trastorns, signes, símptomes, troballes anormals, denúncies, circumstàncies socials i causes externes de lesions o malalties, segons la classificació de l'Organització Mundial de la Salut (OMS). Aquesta pàgina conté la llista de problemes del capítol XIV de la CIM-10: Malalties de l'aparell genitourinari. 
- Sols apareixen els problemes codificats amb la lletra del capítol i dos dígits (per exemple A00), amb tres dígits (separada l'últim dígit per un punt, per exemple A04.0), i rarament amb quatre dígits.
- S'han exclòs els problemes de més de dos dígits que fan referència a "altres" problemes especificats (però no definits) o a problemes no especificats; aquests dos casos corresponen, respectivament, als dígits finals 8 i 9.
- També s'han exclòs els problemes de més de dos dígits que no aporten problemes de salut "diferents" dels de l'enunciat principal i que sols modifiquen "qualitativament" el problema de salut al qual fan referència. Per exemple: A00 és el codi pel còlera, però no s'han presentat els codis A00.1 i A00.2 que diferencien el còlera segons dos tipus de bacteri que el provoquen.

## N00-N39 - Malalties de l'aparell genitourinari: aparell urinari

### N00-N08 - Glomerulopaties
- (N00) Síndrome nefrítica aguda
- (N01) Síndrome nefrítica ràpidament progressiva
- (N02) Hematúria recurrent i persistent
- (N03) Síndrome nefrítica crònica
- (N04) Síndrome nefròtica
- (N05) Síndrome nefrítica no especificada
- (N06) Proteïnúria aïllada amb lesió morfològica especificada
- (N07) Nefropatia hereditària no classificada a cap altre lloc
- (N08) Trastorns glomerulars en malalties classificades en un altre lloc

### N10-N16 - Nefropaties tubulointersticials
- (N10) Nefritis tubulointersticial aguda
- (N11) Nefritis tubulointersticial crònica
- (N12) Nefritis tubulointersticial no especificada com a aguda o crònica
- (N13) Uropatia obstructiva i per reflux
  - (N13.0) Hidronefrosi amb obstrucció de la unió ureteropelviana
  - (N13.1) Hidronefrosi amb estenosi ureteral no classificada a cap altre lloc
  - (N13.2) Hidronefrosi amb obstrucció calculosa renal i ureteral
  - (N13.3) Altres hidronefrosis i hidronefrosis no especificades
  - (N13.4) Hidrourèter
  - (N13.5) Colzada i estenosi de l'urèter sense hidronefrosi
  - (N13.6) Pionefrosi
  - (N13.7) Uropatia associada a reflux vesicoureteral
- (N14) Afeccions tubulars i tubulointersticials induïdes per drogues i metalls pesants
  - (N14.0) Nefropatia per analgèsics
  - (N14.1) Nefropatia induïda per altres drogues, fàrmacs i productes biològics
  - (N14.2) Nefropatia induïda per droga, fàrmac o producte biològic no especificats
  - (N14.3) Nefropatia induïda per metalls pesants
  - (N14.4) Nefropatia tòxica no classificada a cap altre lloc
- (N15) Altres nefropaties tubulointersticials
  - (N15.0) Nefropatia balcànica
  - (N15.1) Abscés renal i abscés perirenal
- (N16) Trastorns tubulointersticials renals en malalties classificades en un altre lloc

### N17-N19 - Fallida renal
- (N17) Fallida renal aguda
- (N18) Fallida renal crònica
- (N19) Fallida renal no especificada

### N20-N23 - Urolitiasi
- (N20) Càlcul renal i ureteral
- (N21) Càlcul de les vies urinàries inferiors
- (N22) Càlcul del tracte urinari en malalties classificades en un altre lloc
- (N23) Còlic renal no especificat

### N25-N29 - Altres trastorns del ronyó i l'urèter
- (N25) Trastorns a conseqüència de la funció tubular renal deteriorada
  - (N25.0) Osteodistròfia renal
  - (N25.1) Diabetis insípida nefrogènica
- (N26) Nefrosclerosi no especificada
- (N27) Ronyó petit per causa desconeguda
- (N28) Altres trastorns del ronyó i l'urèter no classificats a cap altre lloc
  - (N28.0) Isquèmia i infart renals
  - (N28.1) Quist renal adquirit
- (N29) Altres trastorns del ronyó i l'urèter en malalties classificades en un altre lloc

### N30-N39 - Altres malalties de l'aparell urinari
- (N30) Cistitis
- (N31) Disfunció neuromuscular de la bufeta urinària no classificada a cap altre lloc
- (N32) Altres trastorns de la bufeta urinària
  - (N32.0) Obstrucció del coll de la bufeta urinària
  - (N32.1) Fístula vesicointestinal
  - (N32.2) Fístula vesical no classificada a cap altre lloc
  - (N32.3) Diverticle vesical
  - (N32.4) Ruptura no traumàtica de la bufeta urinària
- (N33) Trastorns de la bufeta urinària en malalties classificades en un altre lloc
- (N34) Uretritis i síndrome uretral
  - (N34.0) Abscés uretral
  - (N34.1) Uretritis no especificada
  - (N34.2) Altres uretritis
  - (N34.3) Síndrome uretral no especificada
- (N35) Estenosi uretral
- (N36) Altres trastorns de la uretra
  - (N36.0) Fístula uretral
  - (N36.1) Diverticle uretral
  - (N36.2) Carúncula uretral
  - (N36.3) Prolapse de la mucosa uretral
- (N37) Trastorns de la uretra en malalties classificades en un altre lloc
- (N39) Altres trastorns de l'aparell urinari
  - (N39.0) Infecció del tracte urinari de localització no especificada
  - (N39.1) Proteïnúria persistent no especificada
  - (N39.2) Proteïnúria ortostàtica no especificada
  - (N39.3) Incontinència d'esforç
  - (N39.4) Altres incontinències urinàries especificades

## N40-N99 - Malalties de l'aparell genitourinari: pelvis, genitals i mames

### N40-N51 - Malalties dels òrgans genitals masculins
- (N40) Hiperplàsia prostàtica
- (N41) Malalties inflamatòries de la pròstata
  - (N41.0) Prostatitis aguda
  - (N41.1) Prostatitis crònica
  - (N41.2) Abscés prostàtic
  - (N41.3) Prostatocistitis
- (N42) Altres trastorns de la pròstata
  - (N42.0) Càlcul prostàtic
  - (N42.1) Congestió i hemorràgia prostàtiques
  - (N42.2) Atròfia prostàtica
- (N43) Hidrocele i espermatocele
- (N44) Torsió testicular
- (N45) Orquitis i epididimitis
- (N46) Infertilitat masculina
- (N47) Prepuci redundant, fimosi i parafimosi
- (N48) Altres trastorns del penis
  - (N48.0) Leucoplàsia peniana
  - (N48.1) Balanopostitis
  - (N48.2) Altres trastorns inflamatoris del penis
  - (N48.3) Priapisme
  - (N48.4) Impotència d'origen orgànic
  - (N48.5) Úlcera del penis
  - (N48.6) Induració plàstica del penis
- (N49) Trastorns inflamatoris dels òrgans genitals masculins no classificats a cap altre lloc
- (N50) Altres trastorns dels òrgans genitals masculins
  - (N50.0) Atròfia testicular
  - (N50.1) Trastorns vasculars dels òrgans genitals masculins
- (N51) Trastorns dels òrgans genitals masculins en malalties classificades en un altre lloc

### N60-N64 - Trastorns mamaris
- (N60) Displàsia mamària benigna
  - (N60.0) Quist solitari de mama
  - (N60.1) Mastopatia quística difusa
  - (N60.2) Fibroadenosi mamària
  - (N60.3) Fibrosclerosi mamària
  - (N60.4) Èctasi del conducte mamari
- (N61) Trastorns inflamatoris mamaris
- (N62) Hipertròfia mamària
- (N63) Bony en mama no especificat
- (N64) Altres trastorns mamaris
  - (N64.0) Fissura i fístula del mugró
  - (N64.1) Necrosi grassa de la mama
  - (N64.2) Atròfia mamària
  - (N64.3) Galactorrea no associada al part
  - (N64.4) Mastodínia
  - (N64.5) Altres signes i símptomes mamaris

### N70-N77 - Malalties inflamatòries dels òrgans pelvians femenins
- (N70) Salpingitis i ooforitis
- (N71) Malaltia inflamatòria uterina, excepte del coll uterí
- (N72) Malaltia inflamatòria del coll uterí
- (N73) Altres malalties inflamatòries pelvianes femenines
  - (N73.0) Parametritis i cel·lulitis pelviana agudes
  - (N73.1) Parametritis i cel·lulitis pelviana cròniques
  - (N73.2) Parametritis i cel·lulitis pelviana no especificades
  - (N73.3) Peritonitis pelviana femenina aguda
  - (N73.4) Peritonitis pelviana femenina crònica
  - (N73.5) Peritonitis pelviana femenina no especificada
  - (N73.6) Adherències peritoneals pelvianes femenines
- (N74) Trastorns inflamatoris pelvians femenins en malalties classificades en un altre lloc
- (N75) Malalties de la glàndula de Bartholin
  - (N75.0) Quist de la glàndula de Bartholin
  - (N75.1) Abscés de la glàndula de Bartholin
- (N76) Altres inflamacions de la vagina i la vulva
  - (N76.0) Vaginitis aguda
  - (N76.1) Vaginitis subaguda i crònica
  - (N76.2) Vulvitis aguda
  - (N76.3) Vulvitis subaguda i crònica
  - (N76.4) Abscés vulvar
  - (N76.5) Ulceració vaginal
  - (N76.6) Ulceració vulvar
- (N77) Inflamació i ulceració vulvovaginals en malalties classificades en un altre lloc

### N80-N98 - Trastorns no inflamatoris del tracte genital femení
- (N80) Endometriosi
- (N81) Prolapse genital femení
  - (N81.0) Uretrocele femenina
  - (N81.1) Cistocele
  - (N81.2) Prolapse uterovaginal incomplet
  - (N81.3) Prolapse uterovaginal complet
  - (N81.4) Prolapse uterovaginal no especificat
  - (N81.5) Enterocele vaginal
  - (N81.6) Rectocele
- (N82) Fístules que afecten el tracte genital femení
- (N83) Trastorns no inflamatoris de l'ovari, la trompa de Fal·lopi i el lligament ample
  - (N83.0) Quist fol·licular de l'ovari
  - (N83.1) Quist del cos luti
  - (N83.2) Altres quists ovàrics i quists ovàrics no especificats
  - (N83.3) Atròfia adquirida de l'ovari i la trompa de Fal·lopi
  - (N83.4) Prolapse i hèrnia de l'ovari i la trompa de Fal·lopi
  - (N83.5) Torsió de l'ovari, el pedicle ovàric i la trompa de Fal·lopi
  - (N83.6) Hematosàlpinx
  - (N83.7) Hematoma del lligament ample
- (N84) Pòlip del tracte genital femení
- (N85) Altres trastorns no inflamatoris de l'úter, excepte del coll uterí
  - (N85.0) Hiperplàsia glandular endometrial
  - (N85.1) Hiperplàsia adenomatosa endometrial
  - (N85.2) Hipertròfia uterina
  - (N85.3) Subinvolució de l'úter
  - (N85.4) Malposició de l'úter
  - (N85.5) Inversió uterina
  - (N85.6) Sinèquies intrauterines
  - (N85.7) Hematomètria
- (N86) Erosió i ectropi del coll uterí
- (N87) Displàsia del coll uterí
- (N88) Altres trastorns no inflamatoris del coll uterí
  - (N88.0) Leucoplàsia del coll uterí
  - (N88.1) Laceració antiga del coll uterí
  - (N88.2) Estretor i estenosi del coll uterí
  - (N88.3) Incompetència del coll uterí
  - (N88.4) Elongació hipertròfica del coll uterí
- (N89) Altres trastorns no inflamatoris de la vagina
  - (N89.0) Displàsia lleu de la vagina
  - (N89.1) Displàsia moderada de la vagina
  - (N89.2) Displàsia greu de la vagina no classificada a cap altre lloc
  - (N89.3) Displàsia de la vagina no especificada
  - (N89.4) Leucoplàsia vaginal
  - (N89.5) Estenosi i atrèsia de la vagina
  - (N89.6) Anell himenal estret
  - (N89.7) Hematocolpos
- (N90) Altres trastorns no inflamatoris de la vulva i el perineu
  - (N90.0) Displàsia lleu de la vulva
  - (N90.1) Displàsia moderada de la vulva
  - (N90.2) Displàsia greu de la vulva no classificada a cap altre lloc
  - (N90.3) Displàsia de la vulva no especificada
  - (N90.4) Leucoplàsia vulvar
  - (N90.5) Atròfia vulvar
  - (N90.6) Hipertròfia vulvar
  - (N90.7) Quist vulvar
- (N91) Menstruació absent, escassa i infreqüent
  - (N91.0) Amenorrea primària
  - (N91.1) Amenorrea secundària
  - (N91.2) Amenorrea no especificada
  - (N91.3) Oligomenorrea primària
  - (N91.4) Oligomenorrea secundària
  - (N91.5) Oligomenorrea no especificada
- (N92) Menstruació excessiva, freqüent i irregular
- (N93) Altres hemorràgies uterines i vaginals anòmales
  - (N93.0) Hemorràgia postcoital i per contacte
- (N94) Dolor i altres afeccions associats als òrgans genitals femenins i el cicle menstrual
  - (N94.0) Dolor de l'ovulació
  - (N94.1) Disparèunia
  - (N94.2) Vaginisme
  - (N94.3) Síndrome de tensió premenstrual
  - (N94.4) Dismenorrea primària
  - (N94.5) Dismenorrea secundària
  - (N94.6) Dismenorrea no especificada
- (N95) Trastorns menopàusics i altres trastorns perimenopàusics
  - (N95.0) Hemorràgia postmenopàusica
  - (N95.1) Estats menopàusics i climatèrics femenins
  - (N95.2) Vaginitis atròfica postmenopàusica
  - (N95.3) Estats associats a la menopausa artificial
- (N96) Avortadora habitual
- (N97) Infertilitat femenina
- (N98) Complicacions associades a la reproducció assistida
  - (N98.0) Infecció associada a la inseminació artificial
  - (N98.1) Hiperestimulació ovàrica
  - (N98.2) Complicacions de la temptativa d'introducció d'ou fecundat consecutiva a fecundació in vitro
  - (N98.3) Complicacions de la temptativa d'introducció d'embrió en transferència embrionària

### N99 - Altres trastorns de l'aparell genitourinari
- (N99) Trastorns de l'aparell genitourinari posteriors a un procediment no classificats a cap altre lloc